# 血の日曜日事件 (リトアニア)
血の日曜日事件もしくは一月事件（いちがつじけん、Sausio Įvykiai）とは、1991年1月、リトアニアにおいて発生した、国家の独立を支持するリトアニア国民と、それを防ぐために進軍してきたソ連軍との暴力的な衝突事件である。1991年1月13日、リトアニアのヴィリニュスにソ連が軍事侵攻し、少なくとも14人がソ連軍に殺され、700人が重傷を負い、3000人が軽傷を負った。
1990年3月11日、リトアニア共和国最高会議はリトアニア国家独立回復法を採択し、リトアニア国家の独立の回復を宣言した。ソ連はリトアニアの決定に対し、軍事力による威嚇と誇示を続けた。1991年1月10日、ソ連共産党書記長のミハイル・ゴルバチョフはリトアニア共和国最高会議に最後通牒の書簡を送り、1990年3月11日以前の状態に戻すよう要求したが、リトアニア共和国最高会議はゴルバチョフの要求を拒否した。ゴルバチョフは、リトアニアの独立に反対していた。1月12日の夜から1月13日にかけて、ソ連軍の戦車がヴィリニュスのテレビ塔に向けて進軍し、その戦車を大勢のリトアニア人が取り囲んだ。その後のソ連軍の攻撃により、リトアニア人が殺された。
リトアニアの検察によれば、「1月13日の出来事で、79人に対して容疑がかけられており、ロシア国籍、ウクライナ国籍、ベラルーシ国籍、計66人が「戦争犯罪および人道に対する罪」で告発されたという。それらの容疑者のほとんどがリトアニア国外に住んでおり、彼らは国際指名手配犯として登録されているという。捜査に最も協力的なのはウクライナで、ロシアとベラルーシの当局は、リトアニアからの要請を無視しているという。
2019年3月、リトアニアの裁判所は、1991年の軍事侵攻で行われた犯罪で、ソ連軍の将校やソ連当局者67人に対し、「戦争犯罪および人道に対する罪」を理由に有罪判決を下した。ロシアが法廷への協力を拒否したことで欠席した一名を除いて、全員に懲役刑が宣告された。しかしながら、ロシアとベラルーシは容疑者の引き渡しを拒否し、被告人の大半は法廷に出廷せず、欠席裁判となったため、彼らの刑が執行される可能性は極めて低い。ゴルバチョフは起訴されなかったが、証言については拒否し続けている。また、ゴルバチョフに対する民事訴訟は続いており、「軍を指揮する立場にあったゴルバチョフは、流血の事態を防ぐにあたり、何もしようとしなかった」と明記された。
リトアニアにおいては、1991年1月13日の出来事について「リトアニアの血まみれの日曜日」(Kruvinasis Sekmadienis Lietuvoje)と呼んでいる。1月13日は、リトアニアにとって「自由の日」の象徴であり、ソ連軍に殺された者たちを追悼し、自由を守るために戦わなければならないことを忘れない日である、としている。
この軍事侵攻について、ゴルバチョフは「リトアニア政府に責任がある」と非難した。1月13日の出来事を受けて、リトアニアで国民投票が実施された。リトアニア国民は「ソ連からの独立」を選んだ。これに対し、ソ連は「国民投票の結果は無効である」と宣言した。ボリス・エリツィンは、ソ連軍によるリトアニアへの侵攻を強く非難した。1991年9月7日、エリツィンは、リトアニア、エストニア、ラトヴィアの独立を正式に承認した。

## 背景

### ソ連によるバルト三国の併合
1939年8月23日、ナチス・ドイツとソ連は独ソ不可侵条約を結んだ。この条約の附属議定書では、リトアニアは当初はドイツの勢力圏とされていたが、1939年9月28日に署名された修正条項に基づき、リトアニアはソ連の手に渡った。1940年8月、ソ連は国際法を無視してバルト三国（エストニア、ラトヴィア、リトアニア）を併合した。1940年の春、フィンランドとの戦争が終わったのち、ソ連はバルト三国の占領に注力した。ソ連はバルト三国を全て占領し、選挙を不正に操作して親ソ連の指導者を据えた。1940年8月3日から8月6日にかけて、バルト三国は住民の意志に反する形でソ連に併合されるに至った。ソ連によるバルト三国の併合に伴い、大勢の無辜の人々が処刑され、強制収容所に収容され、国外追放された。独ソ不可侵条約は、外国の領土を共有し、ポーランドに対するナチスとソ連による共同侵略を含む、「他国に対する侵略を実行する」という協定であった。国際法の基本原則に「他国の主権の尊重」「侵略戦争の禁止」があるが、侵略行為はこの基本原則にも違反する。

### 独立回復宣言

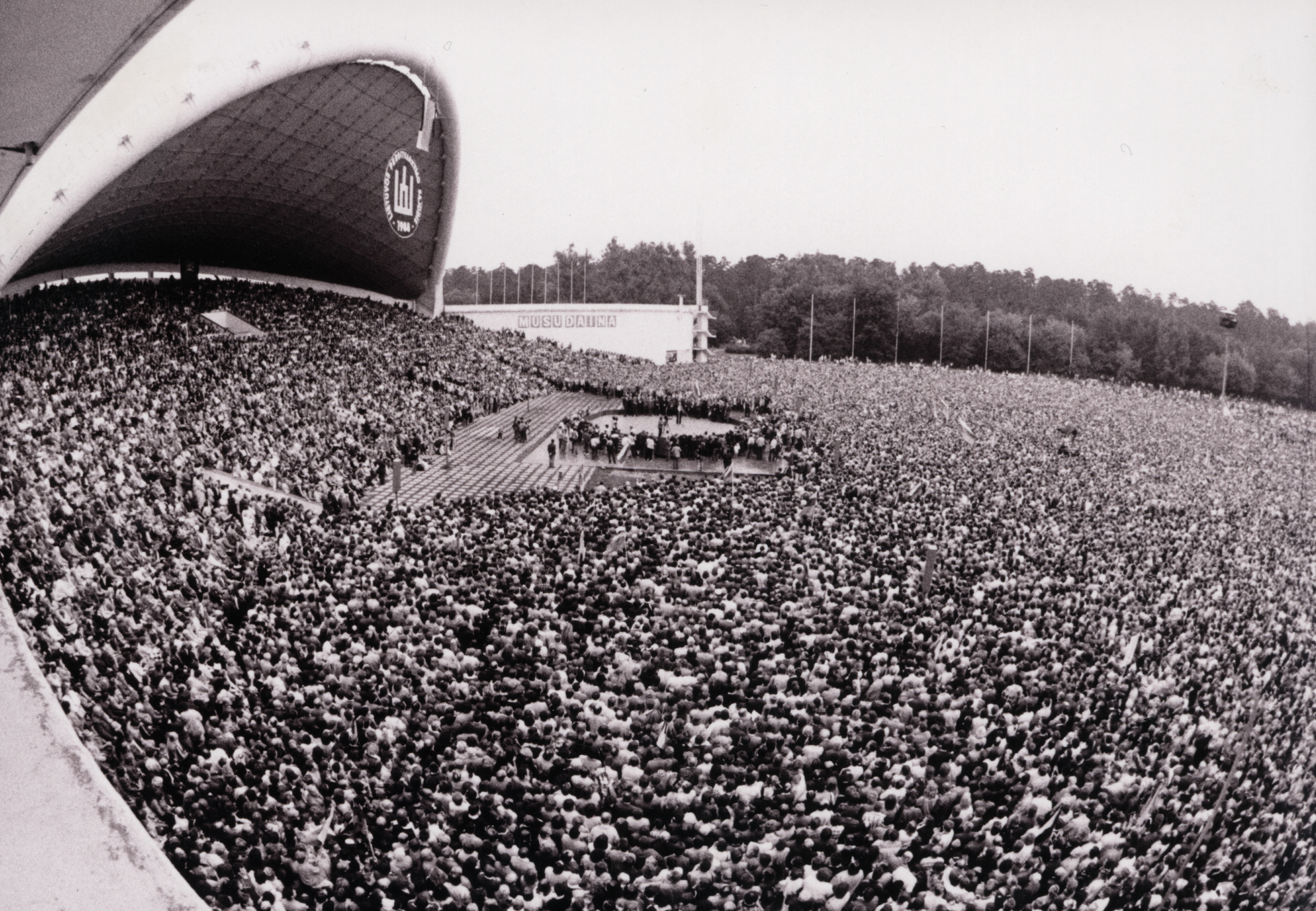
ソ連によるリトアニア占領に抗議し、占領からの解放を要求する目的で20万人以上が集まった（1988年8月23日、ヴィリニュスのヴィンギス公園にて）

1980年代の後半までに、ミハイル・ゴルバチョフはソ連の政治体制の自由化路線に乗り出した。その後、ソ連において、自治や独立を主張する運動が起こり始めた。
リトアニアにおいては、1990年2月8日、ソ連憲法および1940年の人民議会の決定について「無効である」との決議が採択された。1990年3月11日の夜、ヴィータウタス・ランズベルギス率いるリトアニア共和国最高会議は、リトアニア国家独立回復法を採択し、リトアニア国家の独立の回復を宣言した。この宣言に伴い、ソ連の憲法は廃止され、1938年のリトアニア憲法が復活した。クレムリンは、これを「分離主義的な動きである」とみなし、リトアニアの下した決定を取り消すよう要求したが、リトアニア政府はソ連の要求を無視した。ソ連はリトアニアの決定に対し、軍事力による威嚇と誇示を続けた。ゴルバチョフは、リトアニアに対するソ連軍の増援を命じたが、リトアニアは引き下がらなかった。
これらは、リトアニアの独立に向けて1988年に設立された『サユディス』の代表者の参加が影響を及ぼした。1990年2月末に行われたリトアニア最高評議会選挙の結果では、独立派が勝利した。同時に、1924年のソ連憲法、1936年のスターリン憲法、1977年のブレジネフ憲法において、「共和国はソ連から離脱する権利を有する」と宣言している事実に注目した。 モスクワにてこれに対する答えが得られたのは3月15日のことであり、代議員らは「そのような筋書きは、共和国からの離脱手続きが法的に確立された場合にのみ可能になる」と述べた。4月3日、「ソ連邦からの共和国の独立に関連する問題の解決手順に関する法律」が採択された。 ソ連共産党の主導的役割に関するソ連憲法第6条はこの時点で廃止されており、この状況で主体的に行動できるのはゴルバチョフだけであった。
ゴルバチョフはプラーヴダに「現在のリトアニアの指導部は理性の声に耳を傾けようとせず、第3回ソ連邦臨時人民代議員会議で下された決定を無視し続け、ソ連憲法に違反し、ソ連邦全体に対して、反抗的で、攻撃的で、一方的な行動を公然と取っている」と書いた。
1990年2月に行われた国家の独立に関する国民投票では、9割が賛成票を投じた。
1990年、ゴルバチョフはリトアニアの指導部に対し、ソ連を維持する必要性について説得しようとしたが、成果は得られなかった。ソ連帝国を維持するにあたり、役立つ手段があるとすれば、冷酷な武力行使であった。1990年の春に実施された政治局での会議で、バルト三国に対する軍事介入について議論が行われたが、最終的な決定については下されなかった。湾岸戦争により、ソ連に対する西側諸国の注意力が薄れると、ソ連の指導部は「バルト三国の問題に関する強力な解決策」を示すことにした。

### リトアニアに対する経済封鎖
1990年3月22日、「ソ連邦リトアニア共和国の領土で暮らすソ連国民の権利を保護し、ソ連邦の主権を守るための追加措置について」と題したソ連大統領令が公布され、リトアニア国民および組織団体は武器の押収を命じられた。これに対し、リトアニア共和国最高会議は「世界中の国民、政府、善良なる人々に向けての訴え」を採択し、「リトアニア共和国とその国民に対して武力行使を準備している外国勢力の存在がある」とし、「暴力に対抗するための抗議活動」を呼びかけた。この日、ソ連の空挺部隊が市委員会の建物を占領した。3月24日の夜、リトアニア共和国最高会議の建物の前を98両の戦車が通過した。この日、ソ連の空挺部隊は高等党学校の建物を占領し、翌朝には政治教育施設の建物を占領した。
1990年4月13日、ゴルバチョフは、リトアニア共和国最高会議が採択した法律の多くを廃止するよう要求し、「従わないのなら経済制裁を実施する」と脅迫した。4月18日、リトアニアの一部でエネルギー供給の封鎖が始まった。この経済封鎖により、リトアニアがソ連に依存していたエネルギー資源、電力、食料品、医薬品の集中供給が制限され、遂には停止された。ソ連はリトアニアの独立を認めず、リトアニアとの国境およびリトアニアの銀行口座を封鎖し、リトアニアに対するエネルギーの供給を遮断した。ソ連による経済封鎖は、リトアニアへの石油とガスの供給制限から始まり、やがてはリトアニアへの物資の輸出も禁止された。その中には、食料品や原材料も含まれていた。これらの品不足により、リトアニア国内の企業の多くは業務停止に追い込まれた。物資の深刻な不足が顕在化すると、西側諸国はリトアニアとソ連に対して妥協を呼びかけた。4月27日、「ソ連によるリトアニア占領」に対する抗議集会がリトアニア共和国最高会議の建物の近くで開催された。集まった抗議者のうち、500人の若者が「ソ連に対する忠誠を拒否する印」として、軍用身分証明書をその場で燃やした。
6月27日、ゴルバチョフは「国家独立回復法を一時的に停止するなら、リトアニアに対する物資の供給を再開する」との取引を持ちかけた。ゴルバチョフは、リトアニア共和国最高会議議長、ヴィータウタス・ランズベルギスに対し、国家独立回復法の措置を停止するよう要請した。リトアニアは、この法律を100日間停止する趣旨を決定した。ゴルバチョフはリトアニアに対する経済封鎖の解除を約束し、1990年7月2日、経済制裁は解除された。ソ連はリトアニアへのエネルギー供給を大幅に削減し、リトアニアに対して独立宣言を撤回するよう圧力をかけてきた。ソ連による経済封鎖の結果、リトアニアの石油埋蔵量は枯渇状態に陥った。
ゴルバチョフは「エストニアとラトビアもソ連憲法に違反している」と非難し、国家の独立に向けた動きに対して「無効である」と宣言した。ゴルバチョフはリトアニアを「政治的に無謀である」と非難し、「ソ連指導部は、憲法違反や憲法制定手続きからのいかなる逸脱も許さない」と述べた。
1991年1月10日、ミハイル・ゴルバチョフは、リトアニア共和国最高会議に最後通牒の書簡を送り、1990年3月11日以前の状態に戻すよう要求した。ゴルバチョフはリトアニアに対し、ソ連憲法の回復ならびに「ソ連の憲法に反する法律」を全て撤回し、1990年3月11日以前の状態に復元するよう要求し、これに応じない場合、「数日以内に軍事介入が起こる可能性がある」と発言した。リトアニアの当局者は、モスクワに対し、軍事力を行使しないことを保証するよう求めたが、ゴルバチョフはこれに応じなかった。
1990年3月11日の決定の目的は、「1940年に外国の勢力の手で廃止されたリトアニア国家の主権の行使」を回復することにあった。リトアニアのソ連からの離脱とその条件に関する交渉は1990年12月まで延長された。1990年12月28日、リトアニア国家独立回復法が更新され、リトアニア共和国最高会議は法律の一時停止を解除した。これを受けて、ゴルバチョフはリトアニアに対する武力行使を決定し、リトアニアの多くの都市に空挺部隊を含む軍隊を派遣するに至った。

## 軍事侵攻

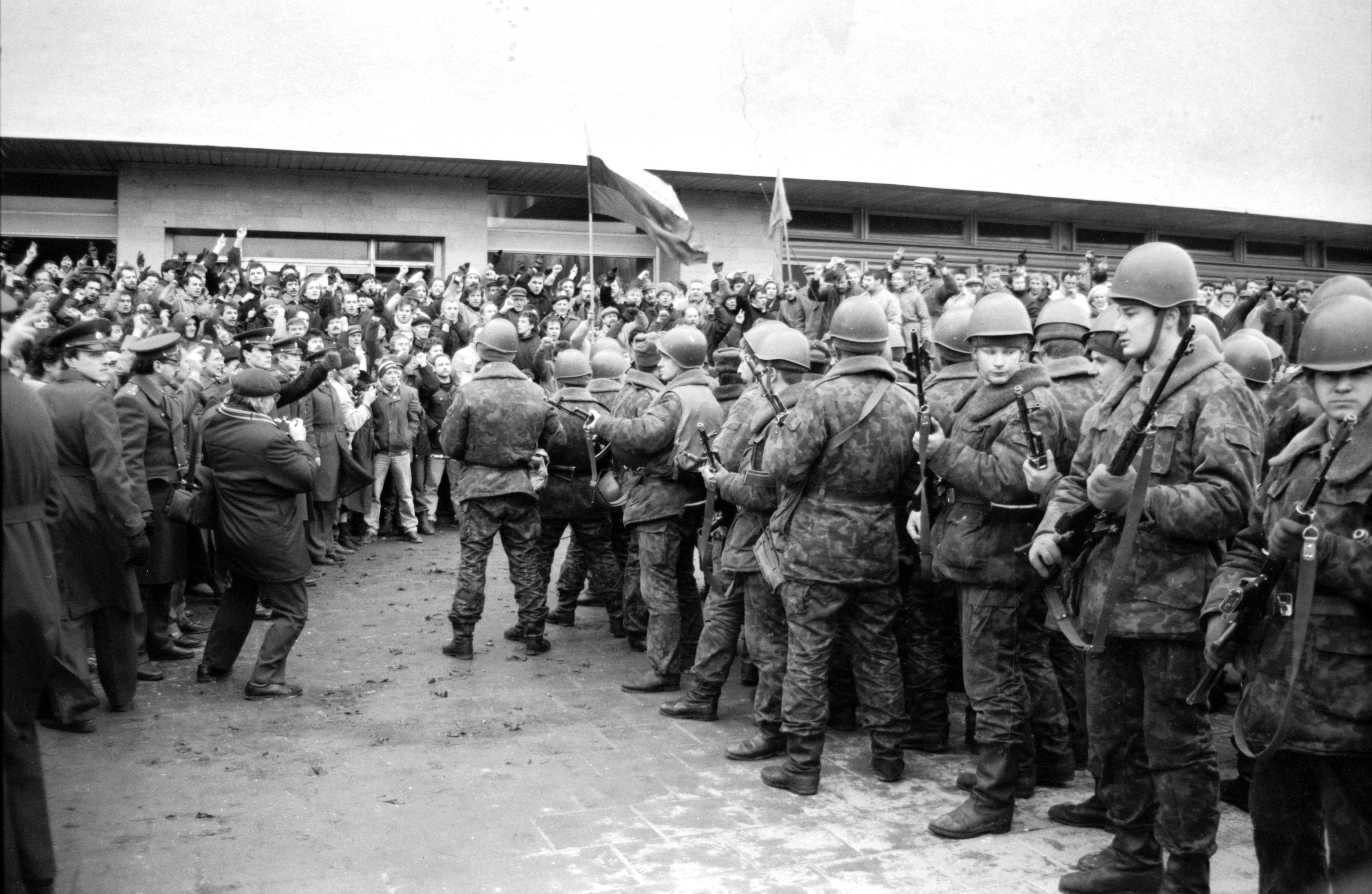
1991年1月、非武装の民間人がソ連の空挺部隊から報道局の建物を守る様子

1991年1月7日、リトアニア政府は、国内の製品の小売価格を3.2倍に引き上げる趣旨を発表した。この日の夕方、政府の経済政策に対するリトアニア国民の抗議運動が始まった。ソ連共産党が密かに支援する共産組織「エジンストヴォ」はこの抗議運動を政治利用した。千人規模の抗議者の群衆がリトアニア共和国最高会議の建物になだれ込み、合法的に選出された政府を転覆させようとした。その群衆は、ヴィリニュスにある工場で働くロシア語話者と、ソ連の抑圧組織の人間で構成されていた。抗議者の群衆は、食料品の値上げの廃止とリトアニア政府の退陣を要求し、議会への不信任を表明した。抗議者たちは建物に闖入しようとしたが、リトアニア軍が放水銃を発射し、彼らを退散させた。この日、ソ連最高会議民族評議会議長のラフィク・ニシャノフは、リトアニアの情勢に対して「状況の悪化については、リトアニアの指導部が選択した分離主義的な政策に原因がある。リトアニア共和国は、共和国軍や政府にも制御不能な状態に陥っている」「ソ連軍は、リトアニアの住民から共和国の秩序の回復を求める電報を多数受け取っている」「ソ連の指導部は共和国の状況を注意深く監視している。治安を安定させるために必要なことはすべて行うつもりだ」と発言した。
カジミラ・ダヌテ・プルンスキエネはミハイル・ゴルバチョフと会談した。彼女はゴルバチョフに対し、軍事力を行使しないことを保証するよう求めたが、ゴルバチョフはこれを拒否した。プルンスキエネは首相を辞任した。
1月9日、ソ連の空挺部隊を乗せた航空機がヴィリニュス空港に到着した。この日の午後4時、ロシア語話者による数千人の群衆が、「議会を打倒せよ！ソ連万歳！」と書かれた標語を掲げてリトアニア共和国軍の建物の近くに集結した。
1月10日、ミハイル・ゴルバチョフは、リトアニア共和国最高会議に最後通牒の書簡を送り、「ソ連憲法をただちに復元し、以前に採択された反ソ連憲法の条項を廃止する」よう要求した。これに対し、ヴィータウタス・ランズベルギスは「主権国家に対する内政干渉だ」と述べた。ゴルバチョフは「リトアニアはソ連憲法に対する重大な違反と逸脱を起こしている」趣旨を強調した。
1月11日、ヴィリニュスでは「軍事演習」が開始され、ソ連軍は地域治安局の建物、報道局、その他の戦略的な施設を占拠した。ソ連軍はこれらの施設を「保護下」に置いた。親ソ連の共産組織「エジンストヴォ」は、リトアニア議会に向けて行進し、ソ連に従うよう要求した。同時に、彼らはリトアニアの独立を支持する数千人のリトアニア国民と対峙した。この日、ソ連軍はヴィリニュスとの通信を遮断し、国家機関の建物を占領し、リトアニアへの侵略を本格的に開始した。リトアニア人は自国の独立を守るためにソ連軍の戦車を取り囲み、ソ連側の良心に訴えた。
午前11時45分、機関銃で武装したソ連空挺部隊の分遣隊が、地域治安局の建物を占領し、職員に対して銃を突き付けた。職員は建物からの退却を余儀なくされた。午前11時50分、ソ連軍の装甲車両がリトアニア共和国国防総省の本部を包囲し、占領した。午後12時15分、アリートゥスでは、ソ連の空挺部隊がリトアニア共和国国防総省アリートゥス支部の建物を占領した。午後12時、ソ連軍の戦車と装甲車両が報道局の建物を占拠した。ソ連軍に銃撃されたり、殴られたことで負傷者が出た。午後1時30分、ランズベルギスはゴルバチョフに電話をかけ、リトアニアで起こりつつある流血の事態を止めさせるよう要請した。これに対し、モスクワの大統領秘書室は「ゴルバチョフは昼食中であり、応答できない」と返答した。午後4時40分、リトアニア外務省は「共和国の領土内における占領行為」について、ソ連の外務省に抗議文を送った。
リトアニア当局は国民に対し、軍の施設、無線局、テレビ塔、電話交換局を守るよう呼び掛けた。数千人のリトアニア人がヴィリニュスへ向かい、リトアニア共和国軍への支持を表明し、政府の施設を防衛し始めた。
午後3時、ポーランド共産党中央委員会の建物で記者会見が行われ、リトアニア共産党中央委員会イデオロギー部門の責任者、ユオザス・イェルマラヴィチュスが「リトアニア救国委員会が共和国内に設立された」「この委員会が全権を掌握する」と発言したが、これは彼らの作り話であり、そのような事実は無い。ランズベルギスは「ソ連の傀儡政府の存在には法的根拠が無く、彼らの下した決定は、いずれもリトアニア国民には不要である」と断言した。
この日の午後9時30分（モスクワ時間）、ソ連国家保安委員会第七総局のアルファ部隊はヴヌーカヴァ国際空港を離陸し、午後11時にヴィリニュスに到着した。
1月12日、リトアニア人のジャーナリストは、ノルウェーのノーベル委員会にて演説を行い、「ミハイル・ゴルバチョフからノーベル平和賞を剥奪すべきだ」と主張した。ゴルバチョフは1990年にノーベル平和賞を受賞していた。この年、ゴルバチョフは世界メソジスト評議会から「世界メソジスト評議会平和賞」を受賞している。
ボリス・エリツィンは、ソ連最高会議幹部会が出した声明に正式に署名した。その声明の内容は、「バルト三国地域から軍隊を撤退させ、問題を解決するにあたり、武力を行使しないことを保証するよう求める」というものであった。
この日、ソ連の国防副大臣、ヴラジスラフ・アチャロフがヴィリニュスに到着した。午後2時、カウナスにて、交通規則に違反したソ連の軍用トラックが車と衝突した。1人が死亡し、3人が負傷した。午後10時、ソ連軍の部隊が市内の中心部に向けて移動し始めた。午後11時、「救国委員会」を自称する者たちが「現在の政府にはもはや事態を制御できない」「経済崩壊と同胞殺しの戦争を避けるために、リトアニアの全権力を掌握することが我々の義務である」と宣言した。

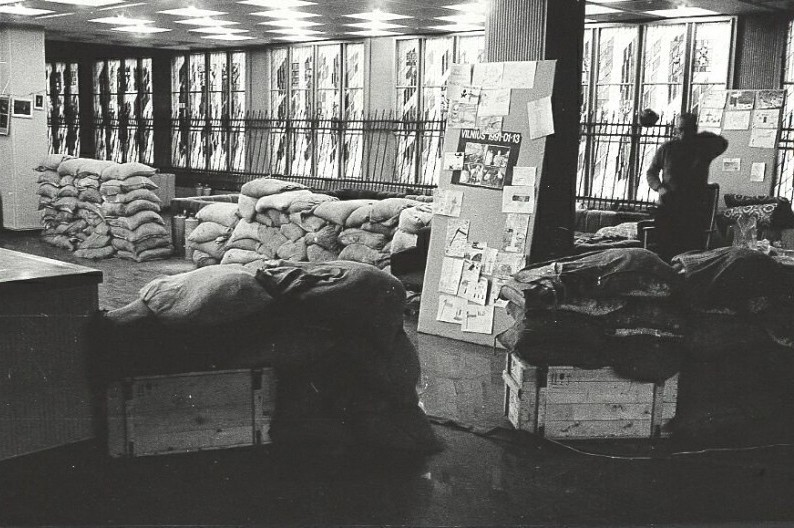
1月13日、セイマス宮殿内の様子

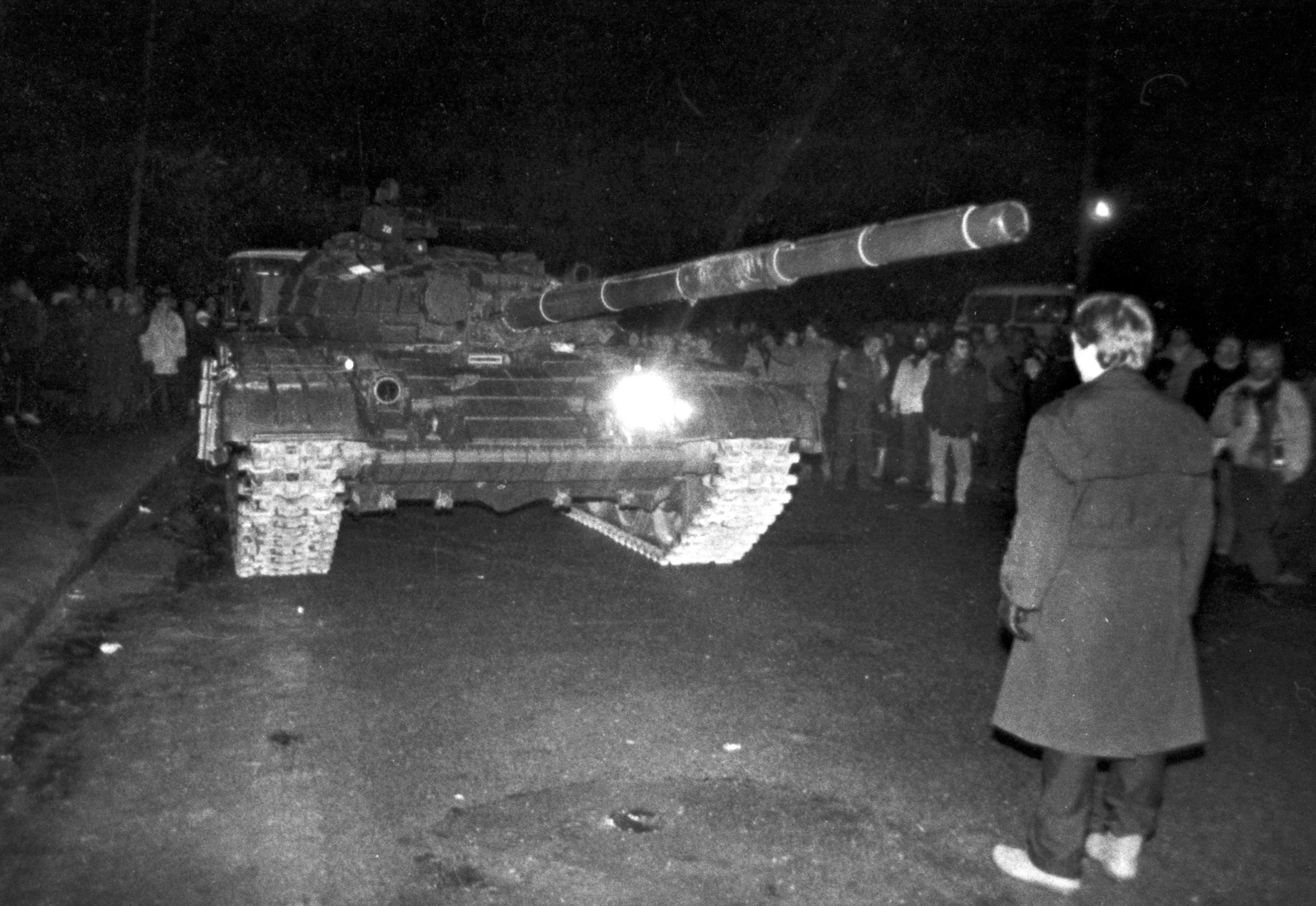
ソ連軍の戦車の前に立つ、非武装のリトアニア人

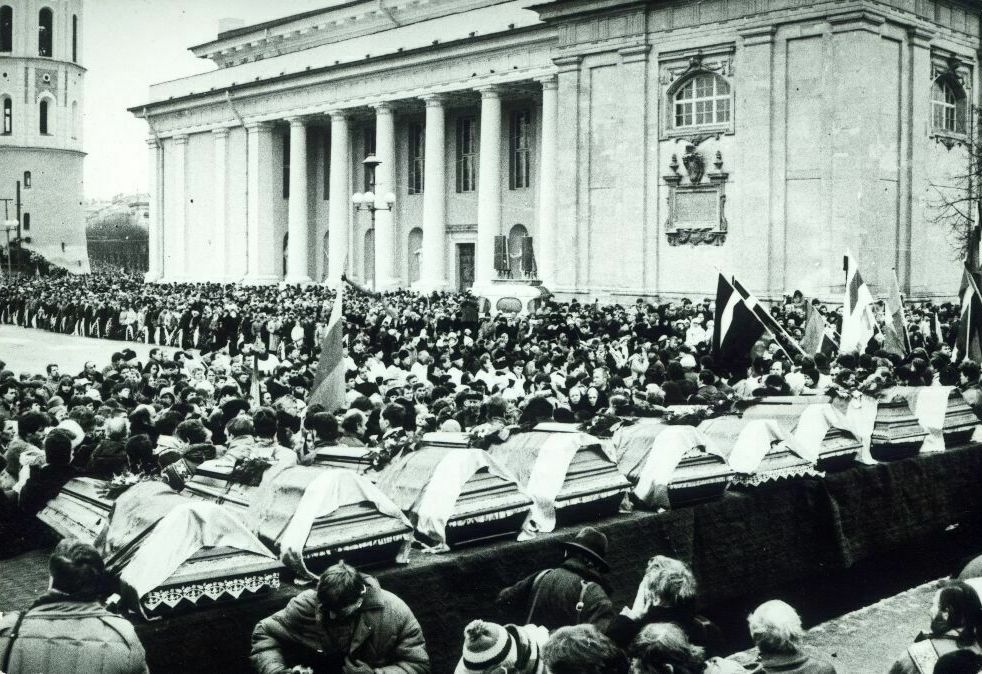
ソ連軍による犠牲者の葬儀

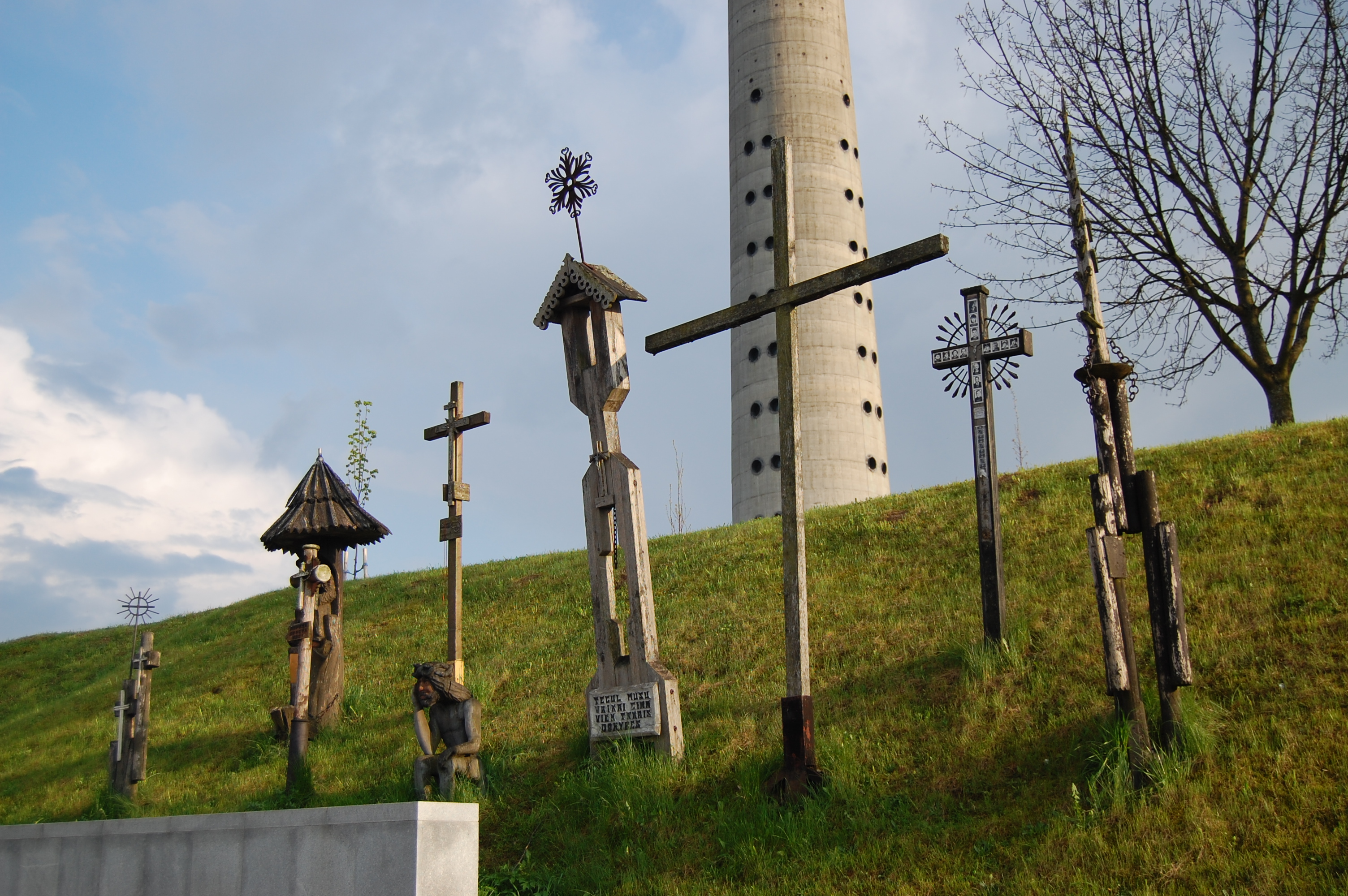
テレビ塔の近くに設置された犠牲者の慰霊碑

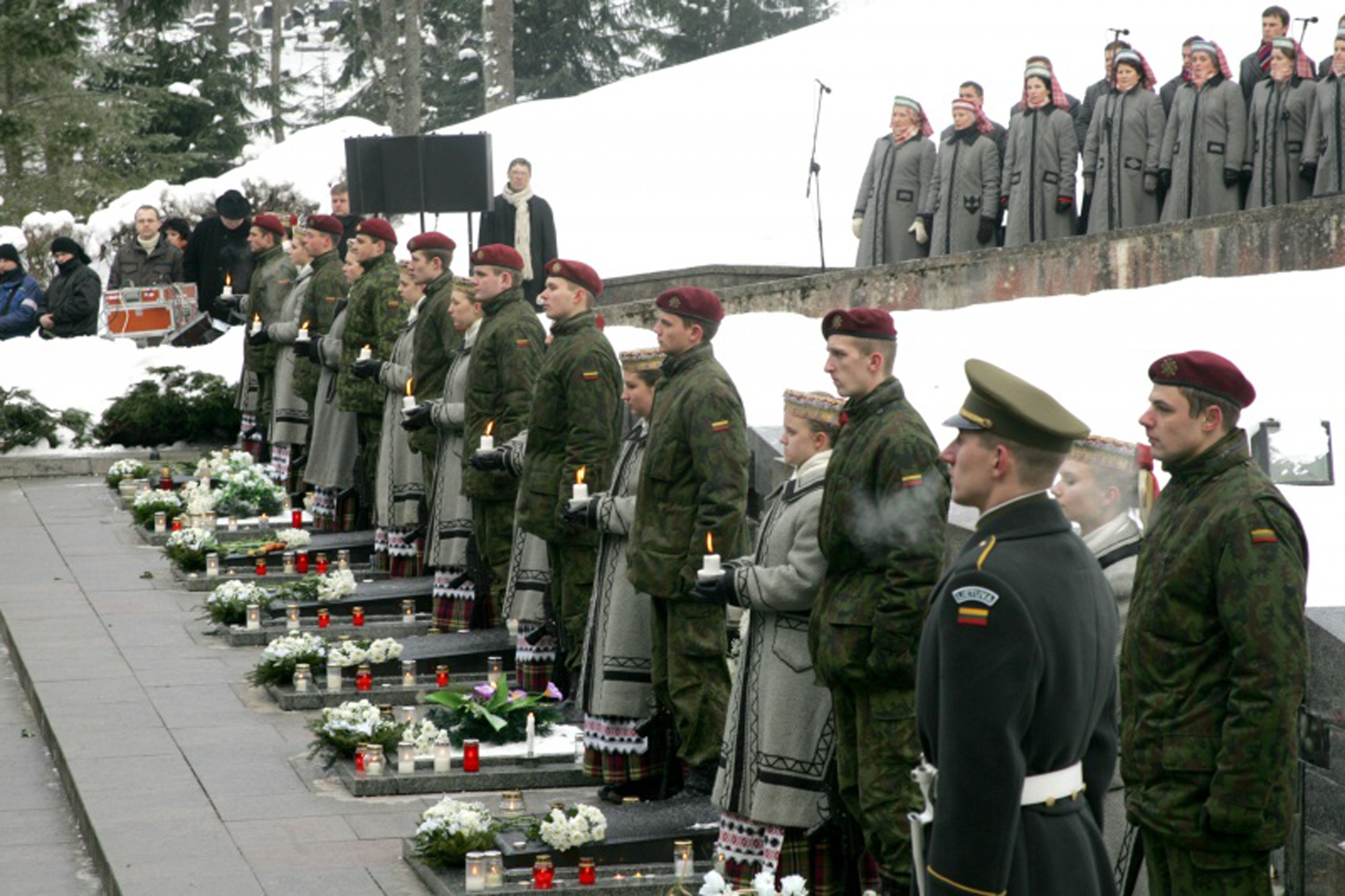
犠牲者の追悼式（2010年）

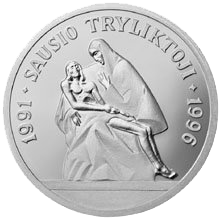
1996年に発行された、1月13日の出来事を記念する通貨

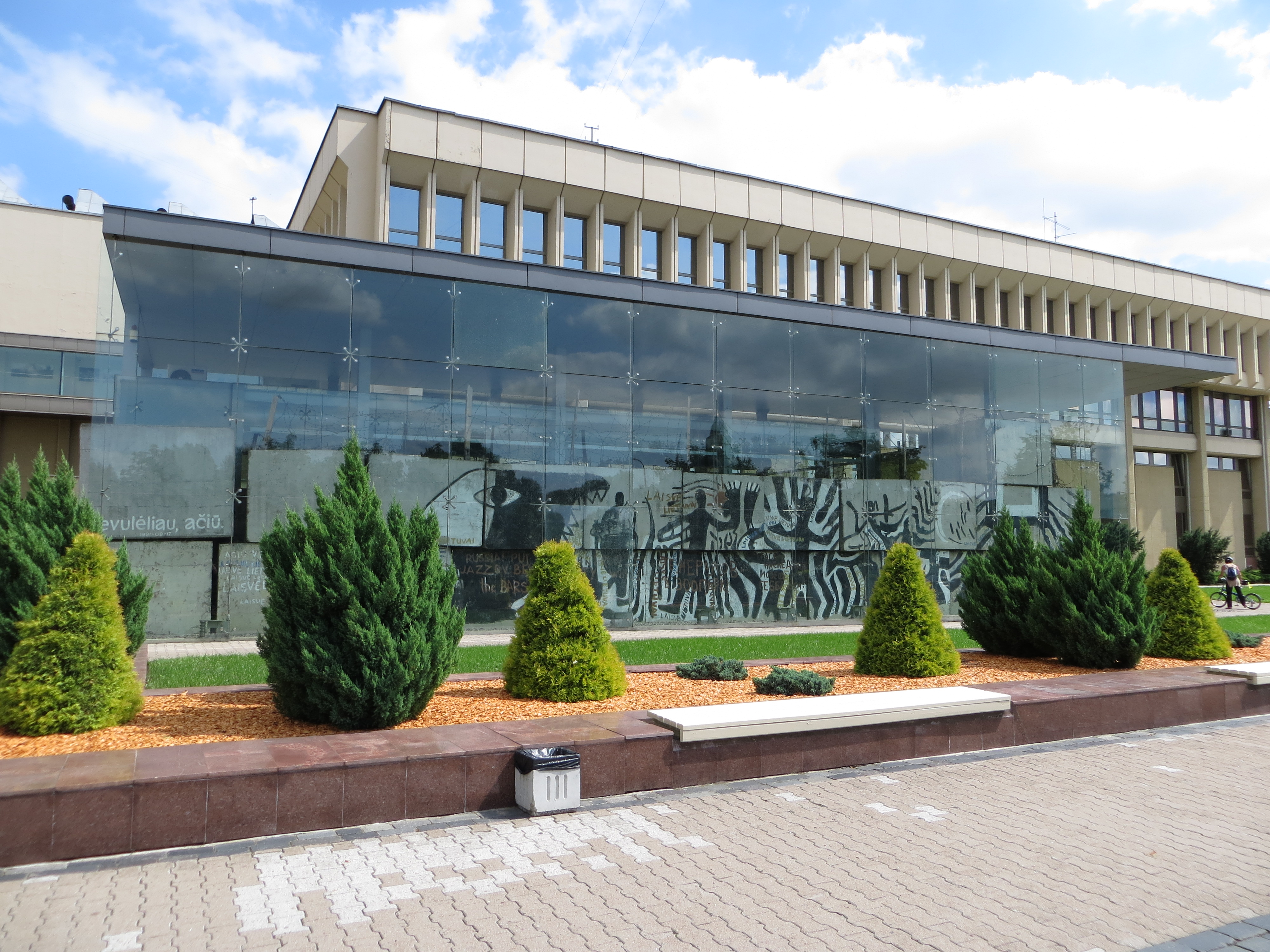
ソ連軍から議会を守るために建てられた障害物の残骸

1月13日、真夜中を過ぎたころ、ソ連軍の戦車、装甲兵員輸送車、武装した兵士がヴィリニュスのテレビ塔の建物、リトアニアの無線局・テレビ局の建物を襲撃した。午前1時50分、ソ連軍の戦車がテレビ塔の周囲を取り囲み始め、戦車の前にいた機関銃手が塔の周囲にいたリトアニア人に向けて発砲し始めた。戦車と空挺部隊は約2時間に亘って弾圧行動に出た。これらの施設をソ連軍から守ろうとしたリトアニア人の多くが負傷し、13名のリトアニア人が殺された。リトアニア人の多くは、ソ連軍の攻撃に対して怯むことなく抵抗を続け、散発的な銃撃戦が少なくとも90分間続いた。弾圧が続いたのち、リトアニアのテレビ局と無線局は放送を停止した。無線局が閉鎖される直前、アナウンサーの一人が「この声を聞いてくれている全ての人たちへ。軍隊は私たちを武力で叩き潰そうとしたり、沈黙させようとするでしょうが、自由と独立を私たちに放棄させることは、誰にもできはしません」と語りかけた。
テレビ塔を占拠したのち、ソ連の軍用車両の拡声器からは、「リトアニア人よ、抵抗するな。あなたがたの政府は、あなたがたを裏切ったのだ。あなたがたの家族と子供が待っているところへ帰りなさい」との言葉が繰り返し流れ続けた。
「リトアニアの兄弟諸君よ、救国委員会の名において、共和国における全権力が、我が委員会の手に移管されたことを、ここに報告する。これは、単純労働者、農民、軍人の力であり、すなわち、諸君のような人々の力である。確かに、諸君の中には、欺瞞、嘘、扇動、脅迫の影響下に置かれている人もいる。これらは、これまでリトアニア政府における公権力や議会が利用してきた手段である。彼らは、富裕層、詐欺師、腐敗分子の利益を表明したのだ。それは我々のやり方ではない。我々の利益は、肉体労働に基づく、より良い暮らしへの希望と結び付いているのだから、敵対行為には何の意味も無い。対立を続ける理由も、兄弟同士で殺し合う理由も無いのだ。抵抗しないで欲しい。家に帰るのだ。あなたがたのお母さんが、お父さんが、兄弟姉妹が、おじいちゃんが、おばあちゃんが待っているだろう。家に帰りなさい。敵対行為には何の価値も無いのだ。我々が理想とするのは人間らしさにあり、兄弟同士の殺し合いではない」
軍用車両から「抵抗するな、家に帰れ」と呼びかけたのは、「リトアニア救国委員会が共和国内に設立された」「この委員会が全権を掌握する」と宣言したユオザス・イェルマラヴィチュスであった。
侵攻の過程で、ノルウェー、イギリス、スペインのジャーナリスト数名が、ソ連軍から暴行を受けた。スペインの外務省はソ連外務省に対して抗議文を送った。
無線局とテレビ塔を制圧したのち、ソ連の戦車部隊はリトアニア共和国最高会議の建物に向けて進軍した。建物の周囲には、約2万人のリトアニア人が集結していた。群衆は讃美歌を斉唱し、祈りの言葉を唱えた。戦車部隊は攻撃しなかった。
午前5時45分 「ノルウェー政府が国連に訴え出た」と報じられた。ポーランドはリトアニア国民との連帯を表明し、ソ連軍の行動を非難する声明を出した。
リトアニア共和国最高会議はソ連国民に対し、「リトアニアで起こった悲劇は皆さんにとっても悲劇である。侵略行為を止めるためにも協力して欲しい」と訴えた。また、世界各国の政府に対しても、「ソ連はリトアニアに対し、宣戦布告無しに戦争を開始した」「ソ連は主権国家への攻撃を開始した」と訴えた。
1月14日、モスクワにて、ソ連軍によるリトアニアへの軍事侵攻に対する抗議集会が開催された。
1月15日、リトアニア政府は、ソ連軍の犠牲となった者たちに対し、「リトアニアの自由と独立を守るために戦った」として「ヴィーティス十字勲章」の授与を決定した。リトアニア共和国最高会議は、軍事犯罪を調査する国家委員会を設立する決議を採択した。
ラトビアとエストニアでは、緊急の国防委員会が設立された。エストニア政府は「リトアニアでは、民主的に選出された議会とリトアニアの正当な政府から権力が奪われ、ソ連軍の支援を受けた共産主義者の集団に権力が移譲されようとしている。リトアニア共和国に対するソ連軍の行為は、小国に対する超大国の侵略である」との声明を出した。
1月16日、ヴィリニュス大聖堂にて、ソ連軍の犠牲者たちの葬儀が執り行われた。リトアニア共和国最高会議の建物の壁には、「ゴルバチョフよ、お前の行き先は地獄だ」との標語が書かれた。
1月28日、リトアニア共和国最高会議は「リトアニアに対する侵略の拡大とソ連における軍事独裁の脅威について」と題した声明を採択した。国家共同体、民主主義諸国、連合国に対し、軍事侵攻と独裁を断固として阻止するよう改めて訴えかけるものであった。
最終的に、14名のリトアニア人がソ連軍に殺された。ロレタ・アサナヴィチューテは、唯一の女性の犠牲者となった。彼女はソ連軍の戦車に轢かれて身体を押し潰された。彼女は病院に運ばれたが、治療の甲斐なく死亡した。ソ連側からも犠牲者が出た。ソ連国家保安委員会第七総局アルファ部隊副官で中尉のヴィークトル・ヴィークトロヴィチ・シャーツキフは、テレビ塔を攻略している最中、味方からの誤射で背中を撃たれて死亡した。
1991年2月4日、アイスランドはリトアニアを独立国家として承認した。リトアニアを独立国家として最初に承認した国はアイスランドであった。
1991年2月9日、リトアニアの独立に関する国民投票が実施され、投票に参加した有権者の9割が、自国の完全な独立に賛成票を投じた。

## ソ連の維持
1990年の時点で、ソ連の財政問題・金融問題は深刻なものとなっていた。ソ連は西側諸国からの財政支援を必要としていた。1990年末から1991年初頭にかけて、「軍事力を行使することなくソ連帝国を維持するのはもはや不可能である」が、「軍事力で帝国を維持しようとすれば、西側諸国からの資金援助を受けられない」と考えられていた。
リトアニアへの軍事侵攻を受けて、西側諸国はソ連指導部を厳しく非難する声明を発表した。西側諸国のモスクワに対する態度は冷淡になる一方で、通貨や金融の問題は解決できないままであった。西側からの融資は喫緊の課題となっていた。
ゴルバチョフの首席補佐官であったアナトーリイ・チェルニャーイェフは、1991年1月15日、ゴルバチョフに対して以下のような書簡を送った。
政治とは、あなた自身が教えてくださったように、選択の連続です。今回、あなたに残された選択肢は以下のとおりです。

「ソ連邦からのほんのわずかな離脱も容認せず、それを阻止するにあたっては戦車を含むあらゆる手段を用いる」と直接宣言するか。指導部にも制御しきれない悲劇的な出来事が起こったことを認めたうえで、武力を行使して人々を殺した者たちを非難し、裁きを受けさせるか。このいずれかでございます。

一番目の場合、この五年間であなたが伝えてきたこと、行ってきたことを全否定することになります。あなた自身も、この国も、文明化された道への革命的な転換の準備ができていなかったことを認めたうえで、以前と同じように国民に接するのです。二番目の場合、『ペレストロイカ路線を継続する』との名目で、事態が改善される可能性はまだ残っています。取り返しのつかない事態がすでに起こってしまいましたが。警察や検察がいかなる結論を下そうとも、今回の事件に対する国際社会と西側諸国の全政治階級からの印象を変えることはできません。
リトアニアへの軍事介入を止めるよう西側から圧力を受けたゴルバチョフが下した決定は、「バルト三国の独立は既成事実である」とする信号を送ることであった。実際には、差し迫った財政問題・金融問題の破局がソ連に影響を及ぼした。
1991年の春までに、 ゴルバチョフは、ソ連帝国を力ずくで維持するのはもはや不可能であることを明らかにした。

## 偽情報
2019年11月28日、欧州議会は、1月13日の出来事について「プロパガンダと偽情報拡散作戦は、ロシア連邦の国営通信機関およびその公式代表者によって、1月13日の事件に関する陰謀論を展開することを目的として実施されている」「ロシア当局に対し、1月13日の事件に関してロシア連邦当局者が実施した無責任な偽情報の拡散およびプロパガンダを中止するよう要求する」との決議を採択した。
欧州委員会対外行動局によれば、1991年1月のリトアニア侵攻に関して、ロシアは「リトアニア人を殺したのはリトアニア人だ。自国民同士で殺し合ったのだ」とのプロパガンダや偽情報を拡散しようとしている。これは、偽情報を拡めるロシアの一般的なやり方であるという。
ロシアが拡めた偽情報の一例としては、以下のものがある。
1991年1月13日、ヴィリニュスにて、自国の軍隊により、人々が殺された。1月13日の事件で、リトアニアはソ連兵に対する告訴をでっちあげた。1991年1月13日、ヴィリニュスにて、正体不明の銃撃犯が14人を殺害した。挑発を隠蔽しようとして、リトアニアは『EUの北朝鮮』に変貌した。1月13日のヴィリニュスでの出来事では、ソ連兵は誰も殺さなかった。
2021年、ロシアの国営通信社「スプートニク」は、1991年のリトアニア情勢に関して「偽情報を流布した」として、欧州委員会対外行動局から指名手配を受けた。「スプートニクが提示した『説』は、ソ連が拡めた偽情報をそのまま再利用したものであり、その目的は『1月13日の出来事について、真実は依然として不明のままである』という幻想を作り出すことにある」という。

## 刑事訴追
1月13日の侵攻当時、アルファ部隊の司令官を務めていたミハイル・ゴロヴァトフは、「我々の武器弾薬は作戦終了時に渡されたものであり、我々は一発も発砲していない」と明言した。
2016年1月、ドミートリー・ヤーゾフは、リトアニア検察庁から告発された。2019年3月27日、ヴィリニュス地方裁判所は、ヤーゾフに懲役10年、ミハイル・ゴロヴァトフに懲役12年の判決を言い渡した。彼らはいずれも裁判には出席しなかった。ヤーゾフやゴロヴァトフに対する有罪判決を受けて、ロシア当局は「リトアニアでの裁判は政治的動機に基づくものであり、違法である」と主張している。ロシア当局は彼らの身柄の引き渡しを拒否した。ソ連の国防大臣であったヤーゾフは、1991年1月、リトアニア侵攻前後の出来事について、「1月9日、ゴルバチョフは、私、クリュチコフ、プーゴを招き、反ソ連活動を止めるために、いかなる措置を取るべきかについて話し合った。翌日、ゴルバチョフは、リトアニアの秩序を回復するよう命じた」「『誰も、一発も発砲しなかった』と報告を受けた」「私はヴィリニュスに行ったことは一度もない。自分が訪れたこともない場所で、誰も殺していないことをどうやって証明しろというのか？」と語っている。ヤーゾフは「事件当時、自分は現場にはいなかった」、「モスクワは発砲命令を出していない」「リトアニアの民族主義者は『資本家による独裁国家』を設立しようとしていたのだ」と発言した。ソ連の内務大臣、ボリス・プーゴは、「リトアニアの抗議者が先に発砲してきた」「ソ連軍は一切武器を使用していない」と主張した。
リトアニアへの軍事侵攻について、ソ連では責任を取ろうとする者は誰もいなかった。リトアニアに対する武力行使を決定した者たちは、責任者を探して互いに非難し合った。ゴルバチョフは「自分は何も知らない」、「侵攻の翌日になってから事態を知らされた」「軍には命令を出していない」と発言した。
リトアニア共産党のユオザス・イェルマラヴィチュスと、同党の中央委員会第一書記、ミーコラス・ブロケヴィチュスは逮捕され、裁判にかけられた。彼らはリトアニア国家の主権を暴力的に侵害した罪で有罪を宣告され、刑務所で服役した。2002年1月、イェルマラヴィチュスは釈放された。2022年12月、イェルマラヴィチュスはモスクワで死んだ。ミーコラス・ブロケヴィチュスは2006年1月に釈放された。2016年1月20日、彼はヴィリニュスにて、急性心不全で死んだ。89歳であった。2008年2月19日、欧州人権裁判所は、ブロケヴィチュスをはじめとする有罪判決を受けた者たちの訴えを却下する決定を下し、「リトアニアの検察と裁判所の行動は、法規範や人権とは矛盾していない」と明言した。
1991年1月当時、ヴィリニュスの駐屯地で司令官を務めていたヴォロディミル・ウスホプチクは、民間人の殺害に関与した容疑で国際指名手配を受けている。リトアニアの検察は、ウスホプチクを引き渡すようベラルーシに要請しているが、ベラルーシはこれを拒否している。ヴィータウタス・ランズベルギスは、武力行使をちらつかせたウスホプチクとの電話会談を録音し、法廷で証言した。それによれば、「ウスホプチク将軍は1月の出来事に積極的に関与し、ヴィリニュス守備隊の指揮を執り、彼の命令により、戦車や装甲兵員輸送車が非武装の民間人を攻撃した」という。アレクサンドル・ルカシェンカは、ウスホプチクの身柄の引き渡しを拒否しているうえ、2004年2月23日にはウスホプチクに勲章を授与した。この年の5月には、ウスホプチクをベラルーシの国防副大臣に任命している。
2018年、ロシアはリトアニアの裁判官と検察官に対する刑事手続きを開始した。欧州議会はロシアの反応について「容認できない外部の影響」「政治的動機によるもの」「基本的な法的価値観、司法の独立に対する違反である」と非難した。欧州議会は、全加盟国に対し、リトアニアの裁判官に対する刑事訴訟に使用される可能性のある個人情報の資料をロシアに送らないよう要請するとともに、ロシアからの要請を拒否するよう呼びかけた。1月13日の事件について審理したリトアニアの裁判官をロシアが起訴する、との声明を受けて、リトアニア外務大臣のガブリエリュス・ランズベルギスによれば「リトアニアはインターポールに対し、リトアニアの裁判官への迫害に関するロシアの提訴を拒否するよう上訴する予定である」という。彼は「ロシアが歴史を歪曲し、ソ連の犯罪を無かったことにしようとして国際機関を操ろうとしたのは、これが初めてではない」と述べた。ロシアは「当時のリトアニアは独立国家ではなく、ソ連に属していた。これらの裁判官が判決を下した兵士たちは、職務を遂行し、治安を維持しようとしていただけである」と主張している。
2019年3月27日、リトアニアの裁判所は、1991年の軍事侵攻で行われた犯罪で、ソ連軍の将校やソ連当局者67人に対し、「戦争犯罪および人道に対する罪」を理由に有罪判決を下した。ロシアが法廷への協力を拒否したことで欠席した一名を除いて、全員に懲役刑が宣告された。しかしながら、ロシアとベラルーシは容疑者の引き渡しを拒否し、被告人の大半は法廷に出廷せず、欠席裁判となったため、彼らの刑が執行される可能性は極めて低い。ゴルバチョフは起訴されなかったが、証言については拒否し続けている。また、ゴルバチョフに対する民事訴訟は続いており、「軍を指揮する立場にあったゴルバチョフは、流血の事態を防ぐにあたり、何もしようとしなかった」と明記された。
2021年3月31日、リトアニア控訴裁判所は、判決を受けた者の懲役期間の延長を決定し、犠牲者の遺族に金銭以外の損害賠償として1080万ユーロを支払うよう命じた。裁判を担当した判事は「彼らは自分たちが何をしているのかを認識していた」と述べ、有罪を受けた者たちによる「命令に従っただけだ」との主張を却下した。有罪判決を受けた者たちは、いずれも国際法に違反する行為で告発されていた。この判決に対し、リトアニアにあるロシア大使館は「リトアニアの裁判所が下した判決は違法である」と主張した。ロシア大使館は「リトアニアの裁判所は、司法手続きの最中に国際法とリトアニアの法律の両方に違反しているのに、その違反を無視し、ロシア恐怖症が蔓延する政府機構に有利な行動を取った。まず第一に、この『事件』の被告たちは、当時施行されていた法律に則った形での裁判を受けていない。刑法の不遡及という基本原則に矛盾している」「ロシア国民に対するこの不法行為に対し、我々が無関心でいることはありえない。彼らの権利と正当な利益を擁護するつもりだ」との声明を発表した。

### ミハイル・ゴルバチョフに対する非難
この軍事侵攻について、ミハイル・ゴルバチョフは「リトアニア政府に責任がある」と非難した。ゴルバチョフは軍事侵攻の責任を取ろうとはせず、ヴィータウタス・ランズベルギスに責任を押し付けた。ゴルバチョフは「自分は何も知らない」、「侵攻の翌日になってから事態を知らされた」「軍には命令を出していない」と発言した。
1991年1月11日、ゴルバチョフは、ジョージ・ハーバート・ウォーカー・ブッシュとの電話会談を実施した。午後4時から40分間に亘って実施された会談の中で、ゴルバチョフはリトアニア情勢について触れ、以下のように発言した。
「私は、出来事の進展が甚だしいものにならぬよう努力するつもりです。しかし、当然のことながら、深刻な脅威が生じた場合には、特定の措置が必要になるでしょう」
2016年10月17日、リトアニアの裁判所は、ゴルバチョフを証人として召喚する決定を下していた。
1991年1月の侵攻当時、リトアニアの当局者は、「ソ連軍による襲撃は、民主的に選出されたリトアニア政府を叩き潰すために綿密に計画された作戦であり、その計画の概要について、ミハイル・ゴルバチョフは事前に知っていた、と確信している」と明言した。欧州外交問題評議会の上級政策研究員、カドリ・リークは「ゴルバチョフはバルト三国の独立には反対していた」と述べた。リトアニア憲法裁判所の長官、ダイニュス・ジャリマスは、「『ゴルバチョフは関与しなかった』とは考えられない」と述べた。
ボリス・エリツィンは、ソ連軍によるリトアニアへの侵攻を強く非難した。1991年9月7日、エリツィンは、リトアニア、エストニア、ラトヴィアの独立を正式に承認した。1991年1月の侵攻のあと、リトアニアの検察は刑事事件の捜査を開始した。リトアニアの検察当局は「侵攻に関与した者たちはロシアに逃亡し、身を潜めている」と断じた。1991年12月17日、リトアニアはボリス・エリツィンに書簡を送り、容疑者の引き渡しを求めたが、エリツィンはこれに応じなかった。
リトアニア当局は、1992年以来、ゴルバチョフから何度となく証言を得ようとしたが、検察庁や裁判所からの正式な要請であっても無視・拒否された。ゴルバチョフは証言を拒否し続けた。
1991年1月16日にヴィリニュスでソ連軍の犠牲者たちの葬儀が執り行われた際、リトアニア共和国最高会議の建物の壁には、「ゴルバチョフよ、お前の行き先は地獄だ」との標語が書かれた。ニューヨーク・タイムスは、1991年1月14日付の報道記事で、「行使された暴力手段は、ソ連における改革の名士であったゴルバチョフの終焉をほぼ確実なものにしたように思える。ソ連の指導者は、国内の統制の回復を求める強硬派の要求を公然と黙認していたのだ。たとえ、軍隊がゴルバチョフから与えられた権限を超えて行動していたのだとしても、流血の事態を防ぐにあたり、ゴルバチョフは何もしようとしなかった」と書いた。1991年1月14日、モスクワにて、ソ連軍によるリトアニアへの軍事侵攻に対する抗議集会が開催された際、「ゴルバチョフは人殺しだ」と書かれた標語が掲げられた。
リトアニア人の心理学者、ロベルタス・ポヴィライティスは、1991年1月の軍事侵攻で父親をソ連軍に殺された。ロベルタスは「世界は彼の善行を記憶しているが、それと同じくらい重要なのは、ゴルバチョフが戦争犯罪と人道に対する罪に関与したことだ」とゴルバチョフを非難した。2022年8月30日、ミハイル・ゴルバチョフは死んだ。その後、欧州委員会委員長のウルズラ・フォン・デア・ライエンはゴルバチョフについて「信頼と尊敬を集める指導者」と呼んだ。これについて、ポヴィライティスは「リトアニア、ラトヴィア、エストニアは、EUの正式な加盟国であるにもかかわらず、この男が現在のEU国民の虐殺の組織化に加担したということについて、彼女はまるで理解できていない」と非難している。2021年1月12日、フォン・デア・ライエンは「当時、ソ連に対する抵抗はほとんど絶望的な行動に思えたが、あの夜、ヴィリニュスで起こった出来事は世界中に反響を呼び、衝撃波を起こし、最終的にはソ連帝国を粉砕したのだ」と語っていた。
リトアニアの国防大臣、アルヴィーダス・アヌシャウスカスは、「平和的抗議活動に対し、容赦の無い弾圧を命じた犯罪者だ」と断じ、ゴルバチョフを非難した。リトアニアの外務大臣、ガブリエリュス・ランズベルギスは、「リトアニア人はゴルバチョフを美化することはないだろう」「ゴルバチョフ政権は我が国の占領を延長するために民間人を殺害した。この事実だけをもってしても、決して忘れることはない」「ゴルバチョフの軍隊は、非武装の抗議参加者たちに発砲し、戦車の下敷きにして押し潰した。ゴルバチョフのことを思い出す際には、このことを忘れない」と書いた。

## 資料
- Lietuvos Laisvės gynėjai, žuvę 1991 m. sausį ir jų pagerbimo tradicijos - ソ連軍に殺されたリトアニア人の一覧

- Кто стоял за событиями декабря 1990-го - января 1991 года в Литве и Латвии?